# Eurolestes dupuisi
L'euroleste (Eurolestes dupuisi) è un mammifero estinto, appartenente ai pentacodontidi. Visse nel Paleocene inferiore (circa 63 milioni di anni fa) e i suoi resti fossili sono stati ritrovati in Europa.

## Descrizione
Di questo animale, noto solo per mandibole e denti, non è facile ipotizzare l'aspetto. Probabilmente assomigliava a un solenodonte attuale (gen. Solenodon), e come quest'ultimo era un insettivoro dal muso allungato. I molari superiori, molto simili a quelli dell'analogo Aphronorus, differivano però da quelli di tutti i pentacodontidi per il minor sviluppo trasversale, per le maggiori dimensioni della piattaforma stilare con piccole cuspidi stilari, per l'ipocono più ridotto, per l'assenza di una cresta del premetaconulo e per la presenza di una cuspula accessoria tra il protocono e il metaconulo. L'ultimo premolare superiore era differente da quello di un altro pentacodontide, Coriphagus, per la corona più alta e molto meno bulbosa. I molari inferiori assomigliavano a quelli di Bisonalveus, ma differivano per le cuspidi leggermente meno taglienti, il precingulide più grande, il paraconide molto più piccolo e il bacino del talonide più profondo.

## Classificazione
Eurolestes è un membro dei pentacodontidi, un gruppo di mammiferi dalle attitudini insettivore e dalla collocazione sistematica non ben definita. Eurolestes dupuisi venne descritto per la prima volta nel 2017 sulla base di resti fossili ritrovati presso Hainin nell'Hainaut, in Belgio, in terreni del Paleocene inferiore. È il primo pentacodontide descritto all'infuori del Nordamerica.